# (3793) Leonteo
(3793) Leonteo es un asteroide perteneciente a los asteroides troyanos de Júpiter descubierto por Carolyn Jean S. Shoemaker desde el observatorio del Monte Palomar, Estados Unidos, el 11 de octubre de 1985.

## Designación y nombre
Leonteo recibió inicialmente la designación de 1985 TE3.
Más adelante, en 1988, se nombró por Leonteo, un personaje de la mitología griega.

## Características orbitales
Leonteo está situado a una distancia media del Sol de 5,209 ua, pudiendo alejarse hasta 5,68 ua y acercarse hasta 4,738 ua. Tiene una excentricidad de 0,09039 y una inclinación orbital de 20,91 grados. Emplea en completar una órbita alrededor del Sol 4343 días.

## Características físicas
La magnitud absoluta de Leonteo es 8,7. Tiene un diámetro de 86,26 km y un periodo de rotación de 11,22 horas. Su albedo se estima en 0,0717.